# NGC 3669
NGC 3669是一个位于大熊座的棒旋星系，1790年3月18日由威廉·赫歇爾发现，核球较小。NGC 3669属于NGC 3610星系群。